# Cleve Cartmill
Cleve E. Cartmill (geboren am 21. Juni 1908 in Platteville, Wisconsin; gestorben am 11. Februar 1964 in Costa Mesa, Orange County, Kalifornien) war ein amerikanischer Autor von Science-Fiction- und Horror-Erzählungen und Journalist.

## Leben
Geboren 1908 in Wisconsin, besuchte Cartmill verschiedene Schulen im Mittleren Westen. 1927 ließ er sich in Kalifornien nieder und arbeitete als Buchhalter, bei einer Rundfunkstation und als Journalist.
Seine erste Kurzgeschichte veröffentlichte Cartmill in dem von John W. Campbell herausgegebenen Magazin Unknown Fantasy Fiction im Februar 1941.
Zu den bis 1956 publizierten insgesamt mehr als 40 Erzählungen gehört ein Zyklus von SF-Geschichten, der in dem Band The Space Scavengers gesammelt erschien und unter dem Titel Raum-Geier ins Deutsche übersetzt wurde. Die meisten seiner Erzählungen weisen einen starken Einschlag von Fantasy- und Horror-Elementen auf.
Bekannt ist Cartmill heute noch durch die März 1944 in Astounding Science Fiction erschienene SF-Geschichte Deadline, in der es um eine Atombombe auf der Basis von Uran-235 geht. Einige der Details der Geschichte erweckten bei amerikanischen Sicherheitsbehörden den Eindruck, dass hier Informationen aus dem damals streng geheimen Manhattan-Projekt öffentlich gemacht würden, woraufhin das FBI eine Untersuchung startete, in die neben Cartmill auch der Herausgeber Campbell sowie andere SF-Autoren aus deren Umfeld wie Robert A. Heinlein, Isaac Asimov, Murray Leinster und L. Sprague de Camp einbezogen wurden.
Zuletzt lebte Cartmill in Costa Mesa, Kalifornien.
Er ist auf dem Friedhof Westminster Memorial Park in Westminster, Orange County, bestattet.

## Bibliografie
Space Salvage (Kurzgeschichtenserie)
- High Jack and Dame (in: Thrilling Wonder Stories, October 1949)
- Salvage (in: Thrilling Wonder Stories, August 1949)
  - Deutsch: Das Wrack im Weltall. Übersetzt von Clark Darlton. In: Utopia Science Fiction Magazin, #3. Pabel, 1956.
- Thicker Than Water (in: Thrilling Wonder Stories, December 1949)
- Dead Run (in: Thrilling Wonder Stories, February 1950)
- Little Joe (in: Thrilling Wonder Stories, April 1950)
- No Hiding Place (in: Thrilling Wonder Stories, June 1950)
- The Space Scavengers (1975, Sammlung)
  - Deutsch: Raum-Geier. Übersetzt von Leni Sobez. Bastei-Lübbe SF Action #21107, 1978, ISBN 3-404-01061-2.

Sammlung
- The Collected Fantastic Fiction of Cleve Cartmill 1: Prelude to Armageddon (2003)

Kurzgeschichten
1941:
- Oscar (in: Unknown Fantasy Fiction, February 1941)
- The Shape of Desire (in: Unknown Fantasy Fiction, June 1941)
- No News Today (in: Unknown Worlds, October 1941)
  - Deutsch: Die Wand aus Finsternis. In: Peter Haining (Hrsg.): 15 Satan-Stories. Heyne Anthologie #47, 1975, ISBN 3-453-45020-5.
- Bit of Tapestry (in: Unknown Worlds, December 1941)
  - Deutsch: Unsichtbare Fäden. Übersetzt von Leni Sobez. Pabel (Utopia Zukunftsroman #536), 1967.

1942:
- Prelude to Armageddon (in: Unknown Worlds, April 1942)
- The Bargain (in: Unknown Worlds, August 1942)
  - Deutsch: Geschäft mit dem Tod. Übersetzt von Udo H. Schwager. In: Donald R. Bensen (Hrsg.): Ullstein Kriminalmagazin #11. Ullstein Bücher #1183, 1968.
- The Link (in: Astounding Science-Fiction, August 1942)
- With Flaming Swords (in: Astounding Science-Fiction, September 1942)
- Overthrow (in: Astounding Science-Fiction, November 1942)
- Some Day We’ll Find You (in: Astounding Science-Fiction, December 1942)

1943:
- Guardian (in: Unknown Worlds, February 1943)
- No Graven Image (in: Unknown Worlds, February 1943)
- The Persecutors (in: Super Science Stories, February 1943)
- Forever Tomorrow (in: Astonishing Stories, April 1943)
- Murderer’s Apprentice (in: Science Fiction Stories, April 1943)
- The Darker Light (in: Super Science Stories, May 1943)
- Let’s Disappear (in: Astounding Science-Fiction, May 1943)
- Wheesht! (in: Unknown Worlds, June 1943)
- Hell Hath Fury (in: Unknown Worlds, August 1943)
- Visiting Yokel (in: Thrilling Wonder Stories, August 1943)
- Clean-Up (in: Unknown Worlds, October 1943)

1944:
- Deadline (in: Astounding Science Fiction, March 1944)
  - Deutsch: In letzter Sekunde. In: Isaac Asimov und Martin H. Greenberg (Hrsg.): Science Fiction aus den goldenen Jahren. Heyne SF&F #4600, 1989, ISBN 3-453-03452-X.
- Cabal (in: Super Science Stories (Canadian), April 1944)

1949:
- Bells on His Toes (in: The Magazine of Fantasy, Fall 1949)

1950:
- Number Nine (in: Astounding Science Fiction, February 1950)
  - Deutsch: Nummer Neun. Übersetzt von Clark Darlton. In: Clark Darlton (Hrsg.): Utopia-Magazin 6. Pabel Utopia Magazin #6, 1956.
- Punching Pillows (in: Astounding Science Fiction, June 1950)
- Fly Down Death (in: Weird Tales, July 1950)
- Huge Beast (in: The Magazine of Fantasy and Science Fiction, Summer 1950)
- Captain Famine (in: Thrilling Wonder Stories, December 1950)

1951:
- The Green Cat (in: Worlds Beyond, January 1951)
- At Your Service (in: Thrilling Wonder Stories, August 1951)
- You Can’t Say That (1951, in: Raymond J. Healy (Hrsg.): New Tales of Space and Time)

1952:
- Nor Iron Bars (in: The Magazine of Fantasy and Science Fiction, August 1952; mit Dan Kelly)

1953:
- My Lady Smiles (in: The Magazine of Fantasy and Science Fiction, November 1953)

1955:
- Age Cannot Wither (1955, in: Beyond Fantasy Fiction, #10 1954)
- Youth, Anybody? (in: The Magazine of Fantasy and Science Fiction, November 1955)

2003:
- Love After Doomsday (2003, in: Cleve Cartmill: Prelude to Armageddon)